# Allostratigraphie
Allostratigraphie, auch Leitflächen-Stratigraphie und Litho-Leitflächen-Stratigraphie genannt, ist eine Methode der Stratigraphie in den Geowissenschaften. Sie ist eng verwandt mit der Lithostratigraphie, die man eigentlich genauer als Lithofazies-Stratigraphie bezeichnen müsste, und mit der Sequenzstratigraphie.

## Geschichte
Die Gliederung von Gesteinseinheiten mittels allostratigraphischer Methoden ist bereits recht alt. Allerdings wurde der heute weit verbreitete Fachausdruck Allostratigraphie noch nicht benutzt. Dieser Begriff wurde von der North American Commission on Stratigraphic Nomenclature (NACSN) 1983 vorgeschlagen und definiert.

## Definition
Die Allostratigraphie oder Leitflächen-Stratigraphie beschreibt lithologische Einheiten mit Hilfe von in der Gesteinseinheit dokumentierten annähernd zeitgleichen Ereignissen. Dies können sein: großräumig entwickelte Schichtflächen, "Leitbänke", Ereignislagen (z. B. Tempestit, Tuff und Tsunamit) und (Erosions-)Diskordanzen. Diese so definierten Gesteinseinheiten unterliegen  jedoch wie die rein lithologisch definierten lithostratigraphischen Gesteinseinheiten der Faziesregel, d. h., sie sind durch oben-unten-Beziehungen und räumliche Begrenzungen definiert. Im Unterschied zur reinen Lithostratigraphie, die zur Kartierung und Beschreibung benutzt werden, benutzt die Allostratigraphie quasi-isochrone Gesteinsgrenzen. Die vor allem in der Germanischen Trias verwendete Leitbank-Stratigraphie ist ebenfalls eine allostratigraphische Methode. Auch die Gliederung und Korrelation von Schichten mit zyklisch sich wiederholenden Gesteinsausbildungen (Zyklostratigraphie) ist eine weitere allostratigraphische Methode. Eng verwandt mit der Allostratigraphie ist die Sequenzstratigraphie, die ebenfalls nicht rein lithologisch gliedert, sondern auf  zyklischen Änderungen von lithologischen Merkmalen beruht, die durch Änderungen des Meeresspiegels, Klimaänderungen oder durch Tektonik verursacht sein können.

## Vorteile und Nachteile
Die Allostratigraphie hat gegenüber der reinen Lithostratigraphie einige Vorteile. Mit sedimentologischen Modellen ist bis zu einem bestimmten Grade eine laterale und vertikale Faziesentwicklung voraussagbar. Ein weiterer Vorteil ist darin zu sehen, dass die Grenzen von allostratigraphischen Einheiten sehr gut mit den Log-Einheiten in den Bohrlochmessungen korreliert werden können bzw. in Log-Kurven erkennbar sind. Ein Nachteil ist, dass die allostratigraphischen Folgen z. T. nicht leicht kartierbar sind, da die im Gelände und unter schwierigen Aufschlussbedingungen kaum erfassbaren allostratigraphischen Grenzen oft quer durch lithologische Einheiten hindurchgehen. Allostratigraphische Grenzen ergänzen sich aber im Idealfall sehr gut mit den chronostratigraphischen Methoden.

## Einheiten der Allostratigraphie
Die Grundeinheit der Allostratigraphie im deutschen Sprachgebrauch ist die Folge. Dieser Begriff wurde im bewussten Gegensatz zur Lithostratigraphie so gewählt. Häufig sind jedoch lithostratigraphische Formation und allostratigraphische Folge identisch, z. B. im Mittleren Buntsandstein, wo die Diskontinuitätsflächen auch mit einer signifikanten Änderung der Gesteinsausbildung einhergehen. In anderen Fällen ist das nicht der Fall. Im Englischen Sprachgebrauch wurde vorgeschlagen, die lithostratigraphischen Einheiten (member, formation, group) mit dem Zusatz allo- zu versehen (NACSN 2005 § 59). Diese Nomenklatur hat sich jedoch bisher nicht durchgesetzt.